# Лі Каншен
Лі Каншен (кит. 李康生, піньїнь: Lǐ Kāngshēng; нар. 21 жовтня 1968) — тайванський актор і режисер. Володар кінопремії «Золотий кінь».

## Біографія
Чи Каншен виріс в бідній сім'ї, яка жила на пенсію батька, ветерана громадянської війни. Лі разом з братом відвідував приватну підготовчу школу. Разом вони вступали до університету для вивчення кіномистецтва, братові вдалося вступити, а Лі провалив вступні іспити. Після цього він змінив кілька робіт, був офіціантом, страховим агентом, поліцейським. 1989 року один випадок звів його до зали ігрових автоматів з режисером-початківцем Цаєм Мінляном. Хоча Лі не мав ніякого акторського досвіду, він погодився зіграти невелику роль в телефільмі Цая «Всі кути світу». Надалі у них склалася довга та плідна співпраця. Цай згодом згадував, що впертість Лі, який не бажав грати свою роль так, як хотів того режисер, змусила його змінити свій погляд на режисуру. Замість того, щоб змушувати акторів неухильно дотримуватися сценарієм, він вирішив давати їм велику свободу для імпровізації. 1991 року Цай зняв ще один фільм для телебачення — «Хлопчаки», в якому Лі зіграв підлітка, який відбирає гроші у хлопців молодших за нього.
1992 року Лі виконав головну роль в першому фільмі Цая «Бунтівники неонового бога». У цьому фільмі батьків його героя грали Лу І-Чин і Мяо Тіень, всі троє поставали в образі однієї сім'ї і в двох інших фільмах Цая: «Річка» (1997) і «А у вас котра година?» (2001). У всіх цих фільмах Лі постає в ролі дезорієнтованого, бідного духовно і соціально ізольованого тайбейського нероби. Цей образ він відшліфував і довів до досконалості. Значна частина цього образу будувалася на особистому досвіді актора. Так Лі сам дев'ять місяців переживав таку ж біль в шиї, як його герой у фільмі «Річка». Емоційна реакція Лі на смерть його батька під час зйомок фільму «Дірка» 1998 року надихнула Цая на створення картини «А у вас котра година?».
У перерві між роботами у Цая в фільмах «Хай живе любов» (1994) і «Річка» Лі знявся в іншого початківця тайванського режисера Ліна Ченшена в двох перших його кінороботи: «дрейф життя» і «Солодке виродження». 1998 року Лі вперше знявся за межами Тайваню, виконавши головну чоловічу роль у фільмі «Звичайні герої» гонконгського режисера Ен Хуей.
З початку 2000-х років Лі став пробувати себе в режисурі. 2001 року він працював як асистент режисера над документальним фільмом Цая «Розмова з богом». 2003 року Лі зняв свій перший художній фільм — «Зниклий». Спочатку планувалося, що фільм буде короткометражним і буде демонструватися в парі з таким же короткометражним фільмом Цая «Прощавай, „Таверна дракона“». В ході зйомок останнього в початковому задумі укластися не вдалося, і картина вийшла повнометражною. Тривалість свого фільму Лі так само збільшив. Проте, в Китаю фільми демонструвалися разом. «Зниклий» був нагороджений на міжнародних кінофестивалях в Пусані в 2003 році і Роттердамі 2004 року.
2007 року вийшов другий повнометражний фільм, зрежисований Лі — «Ерос, допоможи!». На цей раз він сам написав сценарій і виконав головну роль. Цай Мінлян виступив як виконавчий продюсер фільму. Фільм брав участь у конкурсній програмі Венеційського кінофестивалю. 2014 року багаторічна співпрацю з Цаєм нарешті принесла Лі Каншену першу велику нагороду — за роль у фільмі «Бродячі пси» він отримав премію «Золотий кінь» як кращий актор. Того ж 2014 року Лі пережив серцевий напад, крім того, посилилися наслідки травми шиї, отриманої їм ще в молодості, через що він змушений був скоротити робоче навантаження, але продовжив зніматися у Цая та інших режисерів.

## Фільмографія
Актор
- Всі кути світу (1991, телефільм)
- Хлопчики (1991, телефильм)
- Бунтарі неонового бога (1992)
- Нехай живе любов (1994)
- Життя, яке дрейфує (1996)
- Солодке виродження (1997)
- Річка (1997)
- Дірка (1997)
- Звичайні герої (1999)
- А котра у вас година? (2001)
- Міст зник (2002, короткий метр)
- Прощавай, «Таверна дракона» (2003)
- Норовлива хмара (2005)
- Не хочу спати сама (2006)
- Ерос, допоможи! (2007)
- Обличчя (2009)
- Краса 2012 (2012)
- Ходок (2012, короткий метр)
- Бродячі пси (2013)
- Письма с Півдня (2013, короткий метр)
- Мандрівка на Захід (2014)
- Сусіди знизу (2016)
- Дні (2020)

Режисер
- Зниклий (2001)
- Ерос, допоможи! (2007)
- 24 години в Тайбеї (2009, сегмент «Пам'ять»)
- Одна віра (2016, короткий метр)